# 万聖駅
万聖駅（マンソンえき）は、かつて大韓民国全羅南道麗水市にあった韓国鉄道公社全羅線の駅である。

## 歴史
- 1934年6月25日：開業[1]。
- 1944年6月15日：廃止[2]。
- 1969年7月13日：再開業[3]。
- 2011年4月5日：廃止[4]。